# Umělecké památky
Umělecké památky byla edice nakladatelství František Topič, která vycházela v letech 1916–1924. Redaktorem edice a autorem několika svazků byl Václav Vilém Štech. Celkem vyšlo 17 svazků, které zpravidla obsahovaly několik stran textu a 40 stran obrazové přílohy. 
V roce 1942 se souhlasem paní Milady Topičové navázal na tuto edici nakladatel Václav Poláček. Některé svazky vydal v reedici (svazky 1 a 12 – Zmizelá Praha) a pokračoval ve vydávání dalšími třemi svazky, přičemž převzal i původní číslování svazků. Brožury vycházely s označením Umělecké památky – I. řada.
| číslo | autoři           | název                             | počet stran | rok vydání | poznámka                                      |
| ----- | ---------------- | --------------------------------- | ----------- | ---------- | --------------------------------------------- |
| 1     | V. V. Štech      | Zmizelá Praha I. – Staré Město    | 40          | 1916       | 2. vydání 1918, další vydání 1945, 1946, 2002 |
| 2     | Kamil Novotný    | Chrám Matky Boží před Týnem       | 40          | 1916       | 2. vydání 1924                                |
| 3     | Středa, F. Dl.   | Zámek Kratochvíle                 | 40          | 1916       |                                               |
| 4     | V. V. Štech      | Mistr Jan Hus ve výtvarném umění  | 40          | 1916       | 2. vydání 1924                                |
| 5     | V. V. Štech      | Pražská domovní znamení I.        | 40          | 1916       |                                               |
| 6     | Arne Novák       | Litomyšl                          | 40          | 1916       | 2. vydání 1924                                |
| 7     | F. Dl. Středa    | Zmizelá Plzeň                     | 40          | 1917       |                                               |
| 8     | Adolf Wenig      | Veltrusy                          | 40          | 1917       |                                               |
| 9     | Kamil Novotný    | Karlův most                       | 40          | 1917       |                                               |
| 10    | Antonín Matějček | Jindřichův Hradec I.              | 40          | 1917       |                                               |
| 11    | Alois Till       | Chrám sv. P. Barbory v Kutné Hoře | 40          | 1918       |                                               |
| 12    | Václav Vojtíšek  | Zmizelá Praha. II, Podskalí       | 37          | 1919       | reedice 1946, 2002                            |
| 13    | Josef Schránil   | Ukázky pravěkého umění z Čech     | 32          | 1919       |                                               |
| 14    | Jan Čart         | Německý Brod                      | 32          | 1921       |                                               |
| 15    | V. V. Štech      | Opočen                            | 30          | 1922       |                                               |
| 16    | Zdeněk Wirth     | Pražské hřbitovy. I, Olšany       | 12+39       | 1923       |                                               |
| 17    | Václav Wagner    | Tábor                             | 11          | 1924       |                                               |